# Fuente de la Fuenseca
La fuente de la Fuenseca es una fuente situada en la plaza del mismo nombre, en el barrio de San Andrés-San Pablo de la ciudad de Córdoba (España). Fue construida en 1808 como reconstrucción de otra fuente más antigua. Debe su nombre al escaso caudal que tenía la fuente original, construida en el siglo XV.

## Historia
En 1495, aprovechando el agua que manaba del pozo de la exhuerta del convento de las Dueñas, se construyó una fuente en la calle Alfaros antes de llegar a la Cuesta del Bailío, pero dada la escasa vertiente su caudal era escaso, siendo necesarios años muy lluviosos para que el agua llegase hasta la taza de la fuente, lo que le originó por mofa el nombre de Fuenseca que aún conserva.
En 1760 el Ayuntamiento trasladó la fuente a una cota más baja, en el centro de la plazuela de la calle Juan Rufo, antes de su confluencia con Alfaros, colocándola en un hoyo al que se bajaba por dos o tres gradas y dotándola de un pilar con un marmolillo que tenía los caños.
En 1808, según la inscripción de su pilar, se volvió a reconstruir, adosándola a la pared y colocándole cuatro grandes caños que vertían abundante agua. Actualmente sigue adosada al muro del mirador de la casa que perteneció a la marquesa de la Mejorada y coronada por una imagen de San Rafael esculpida en piedra.